# 大谷尚徳
大谷 尚徳（おおたに ひさのり、1986年1月2日 - ）は、神奈川県横浜市出身の元プロ野球選手（外野手）。現在は柔道整復師、パーソナルトレーナー。
元徳島インディゴソックスの大谷真徳は実弟。

## 来歴
つつじが丘小学校時代から、緑中央リトル（現：横浜青葉シニア）に入りマイナー・リトル・シニアと中心選手として活躍する。
世田谷学園高進学後、1年よりクリーンアップを打つ。2年秋には、東京都大会準優勝ながら選抜大会を逃す。後に同僚になる清水貴之は、1学年先輩である。
立正大学に進学、1年生よりベンチ入り守備はライトを守った。同期には田中慎太朗（元：阪神タイガース・育成選手）がいる。
その後、2008年、社会人野球のフェデックスに進む。野村宏之（元：オリックス）や副島孔太（元：ヤクルト）と同じチームでプレーをするが、100%野球に集中したいと2009年にトライアウトを受け、ベースボール・チャレンジ・リーグの群馬ダイヤモンドペガサスに入団。
2010年、規定打席に14不足していたものの、不足数を打数として加算した打率が福井ミラクルエレファンツに所属する織田一生の打率.344を上回っていたため、首位打者のタイトルを獲得した。
2012年からは信濃グランセローズに移籍し、プレーしていたが、2013年7月26日に怪我の治療に専念することを理由に任意引退し、退団した。
その後2014年2月から信濃に練習生として在籍し、3月31日に再び選手契約されることが発表された。同年7月3日に同じBCリーグに所属する福井ミラクルエレファンツへ移籍。シーズン終了後に現役引退を発表し、退団。
現役引退後は柔道整復師の資格をとるため、30歳で長野市内の信州医療福祉専門学校へ進学。研修などを経て、2020年9月4日、同市石渡に「まんてん接骨院」を開業した。また、開業日は弟・真徳の誕生日である。

## 詳細情報

### 年度別打撃成績
| 年 度     | 球 団     | 試 合 | 打 数 | 得 点 | 安 打 | 二 塁 打 | 三 塁 打 | 本 塁 打 | 打 点 | 盗 塁 | 犠 打 | 犠 飛 | 四 球 | 死 球 | 三 振 | 併 殺 打 | 打 率 | 長 打 率 | 出 塁 率 | O P S |
| --------- | --------- | ----- | ----- | ----- | ----- | -------- | -------- | -------- | ----- | ----- | ----- | ----- | ----- | ----- | ----- | -------- | ----- | -------- | -------- | ----- |
| 2010      | 群馬      | 62    | 166   | 18    | 64    | 10       | 2        | 3        | 35    | 4     | 1     | 4     | 5     | 4     | 18    | 5        | .386  | .524     | .417     | .941  |
| 2011      | 群馬      | 62    | 212   | 31    | 58    | 8        | 0        | 3        | 34    | 2     | 2     | 2     | 14    | 6     | 25    | 10       | .274  | .354     | .336     | .690  |
| 2012      | 信濃      | 63    | 229   | 28    | 62    | 15       | 0        | 3        | 22    | 1     | 3     | 2     | 15    | 12    | 20    | 7        | .271  | .454     | .345     | .799  |
| 2013      | 信濃      | 30    | 98    | 9     | 27    | 5        | 1        | 1        | 7     | 2     | 2     | 2     | 4     | 8     | 13    | 5        | .276  | .449     | .348     | .797  |
| 2014      | 信濃      | 26    | 66    | 5     | 14    | 3        | 0        | 1        | 4     | 0     | 1     | 0     | 6     | 8     | 10    | 1        | .212  | .364     | .350     | .562  |
| 2014      | 福井      | 28    | 66    | 8     | 11    | 0        | 1        | 1        | 9     | 1     | 1     | 0     | 9     | 12    | 19    | 1        | .167  | .273     | .368     | .641  |
| '14計     | 福井      | 54    | 132   | 13    | 25    | 3        | 1        | 2        | 13    | 1     | 2     | 0     | 15    | 20    | 29    | 2        | .189  | .318     | .359     | .677  |
| 通算：5年 | 通算：5年 | 271   | 837   | 99    | 236   | 41       | 4        | 12       | 111   | 10    | 10    | 10    | 53    | 50    | 105   | 29       | .282  | .452     | .357     | .809  |

- 各年度の太字はリーグ最高

### 背番号
- 6 （2010年 - 2011年）
- 3 （2012年 - 2013年途中、2014年 - 同年途中）
- 24 （2014年途中 - 同年終了）